# William Alexander Forbes
William Alexander Forbes (Cheltenham, 25 de junho de 1855 - 14 de janeiro de 1883) foi um zoólogo inglês. Ele era filho de James Staats Forbes (1823-1904).

## Biografia
Forbes Estudou ciências naturais no St John's College (Cambridge). Em 1879, foi nomeado procurador da Sociedade Zoológica de Londres após a morte do titular anterior, Alfred Henry Garrod, que era amigo de Forbes e do qual tornou-se executor literário. Forbes ministrou anatomia comparada no Charing Cross Hospital Medical School. Como anatomista, ele escreveu artigos valiosos sobre as estruturas musculares e órgãos de vocalização de aves.
Em 8 de fevereiro de 1878 Forbes foi eleito secretário da Sociedade de História Natural de Cambridge. Ele também editou o livro compilando trabalhos científicos do falecido Alfred Henry Garrod; o livro foi publicado em 1881, juntamente com um livro de memórias de Garrod escrito por Forbes.
Em 1880 Forbes visitou as florestas de Pernambuco, no Brasil, e publicou um relato da sua viagem na revista Ibis em 1881. Em 1882, ele explorou a África Ocidental para estudar a fauna nativa, a partir da foz do delta do Níger. Ele ficou doente e morreu pouco depois do Natal em Shonga.
Forbes é homenageado nos nomes de aves como Curaeus forbesi, gavião-de-pescoço-branco (Leptodon forbesi) e Charadrius forbesi.